# Nunca más (película)
Enough (conocida en español como Nunca Más) es una película estadounidense sobre el abuso en el hogar, dirigida por Michael Apted y estrenada el 24 de mayo de 2002. La película fue protagonizada por Jennifer López (Slim Hiller) y Billy Campbell (Mitch Hiller).

## Argumento
Slim (Jennifer Lopez) es una camarera cuya vida se ve transformada cuando conoce y se casa con un rico contratista llamado Mitch (Billy Campbell). Tras convertirse en la perfecta familia acomodada y con el nacimiento de su hija Gracie (Tessa Allen) su matrimonio está lleno de prosperidad hasta que ella descubre que su marido le es infiel y que el hombre de sus sueños con quien se casó, no es lo que ella pensaba. 
Después de descubrirlo, Mitch acepta su infidelidad y comienza a maltratarla. Para salvar su vida, Slim decide huir de su casa llevándose a su hija consigo, siendo ayudadas por sus amigos del restaurante en el que fue camarera. Ellas viajan a muchas ciudades refugiándose en muchos sitios donde Mitch, tras investigarlas con su amigo policía, las sigue y, cada vez que viajaban a lugares diferentes, se cambiaba el nombre por el que ella quisiera. 
Recibe la ayuda de su padre, Júpiter, quien primero duda de que sea su hija. Durante el tiempo en el que ambas huyen, Slim convive y se enamora de uno de sus amigos, Joe, su exnovio, quien también ayuda a protegerlas. Sin embargo tras varias persecuciones de su marido, Slim sabe que no puede continuar así por temor a ella y a su hija. Por lo que para proteger a la niña decide enfrentarlo viendo que es la única solución. Tras poner a su hija a salvo con su mejor amiga que la lleva lejos, ella toma la decisión de ponerse a la altura de Mitch entrenando defensa personal con un amigo de su padre quien le enseña a pelear y múltiples maniobras para el combate. 
Júpiter, crea un plan para acabar con Mitch el cual lleva a cabo a Slim al infiltrarse a la casa de Mitch con su nueva amante. Tras descubrir y eliminar todas las armas que tiene por todo el lugar, Slim se presenta ante él y pelea exitosamente hasta asesinarlo en defensa propia consiguiendo así acabar con el terror que las atormentaban. Al final se reúne felizmente con su hija y ambas comienzan una nueva vida con Joe.

## Reparto
| Personaje                      | Actor original    | Actor de doblaje | Actor de doblaje    |
| ------------------------------ | ----------------- | ---------------- | ------------------- |
| Slim Hiller                    | Jennifer Lopez    | Elena Ramírez    | Nuria Mediavilla    |
| Mitch Hiller                   | Billy Campbell    | Rafael Rivera    | Juan Antonio Bernal |
| Gracie Hiller                  | Tessa Allen       | Alondra Hidalgo  | Kaori Mutsuda       |
| Ginny                          | Juliette Lewis    | Belinda Martínez | Belén Roca          |
| Joe                            | Dan Futterman     | Jesús Barrero    | José Posada         |
| Júpiter                        | Fred Ward         | Carlos Becerril  | Camilo García       |
| Phil                           | Christopher Maher | Óscar Bonfiglio  |                     |
| Jim Taller                     | Bill Cobbs        |                  |                     |
| «John Boy»                     | Jeff Kober        |                  |                     |
| Instructor de defensa personal | Bruce A. Young    | Urike Aragón     |                     |
| Sra. Hiller                    | Janet Carroll     | Nancy MacKenzie  |                     |
| Robbie                         | Noah Wyle         | Sergio Zaldívar  | Óscar Barberán      |
| Narrador                       | N/A               | Carlos Becerril  |                     |